# Jazz allemand
L'évolution du jazz en Allemagne et sa perception par le public diffèrent à plusieurs égards de celles de la « mère patrie » du jazz, les États-Unis. Depuis la fin des années 1960, les frontières en Europe ne jouent toutefois plus le même rôle qu'auparavant ; les conditions cadres pour les musiciens de jazz en Allemagne sont désormais totalement différentes : les festivals, les groupes et autres projets de jazz sont de plus en plus internationaux.

## Histoire

### Années 1920
Le mot « jazz » apparaît pour la première fois en juin 1919 dans Artist, un magazine pour musiciens amateurs. Le premier disque de jazz allemand est généralement le titre de jazz Tiger Rag (enregistré pour la première fois aux États-Unis dès 1917) ; dont la version de reprise allemande est réalisée le 12 décembre 1919 avec l'Original Excentric Band (chef de bande Frank Groundsell) sur le label de disques berlinois Homokord (B-557) et publiée le 15 janvier 1920,,.
Dès 1919, un premier groupe de jazz étranger, engagé par la danseuse américaine Fern Andra, se produit à Berlin, mais dans un premier temps, « les quelques danseurs de jazz furent admirés et ridiculisés. » Mais selon Franz Wolfgang Koebner, l'ambiance parmi les danseurs change dès l'année suivante, tout comme la demande de bons groupes de jazz. Deux des premiers livres contenant le mot « jazz » dans leur titre sont allemands, mais se réfèrent fortement à la danse jazz. Même Paul Bernhard, dans son livre Jazz - eine musikalische Zeitfrage sorti en 1927, fait encore référence à la danse. Dans la « manie de la danse de l'Après-guerre », ce ne sont pas seulement les danses comme le foxtrot et le tango qui sont à la mode, mais aussi le shimmy en 1920 et le two-step en 1922 ; en 1925, le charleston domine les salles de danse.
Des preuves de manifestations où le terme jazz apparaît peuvent être tirées des annonces dans les quotidiens. Le 16 août, par exemple, Harry Jackson's Original Jazz Band se produit au Kammerspiele Trocadero d'Aix-la-Chapelle. De telles annonces sont également attestées à Essen à partir du 28 octobre 1921.

### Période du national-socialisme
Dans les pays européens voisins, la tendance se poursuit dans les années 1930. Des fanzines de jazz et des hot clubs y voient le jour. Le régime nazi poursuit toutefois et interdit la diffusion du jazz à la radio, d'une part en raison des racines africaines du jazz et parce que de nombreux musiciens de jazz actifs étaient d'origine juive. D'autre part, le jazz, avec sa spontanéité, son improvisation et son individualité, qui attirait également la jeunesse swing, représentait pour les nazis une menace pour leur vision du monde. L'effet est cependant plutôt contraire dans un premier temps : c'est pourquoi une émission de radio anti-jazz Vom Cakewalk zum Hot de 1935, avec des « exemples musicaux particulièrement frappants » fournis par Erich Börschel et son orchestre pour le compte de la Reichsmusikkammer, devait avoir un effet dissuasif, mais est accueillie avec enthousiasme,.
En 1935, le jazz est interdit à la radio, mais pour des raisons économiques déjà, il est souvent contourné par des germanisations avec dissimulation des noms d'auteurs. En 1937, le ministère du Reich pour l'éducation du peuple et la propagande crée, sur la base de l'ordonnance sur la musique indésirable et nuisible, un bureau de contrôle de la musique qui interdisait la vente de « produits sous-voulus et nuisibles ». Dans le domaine du swing, la musique de Benny Goodman, de Tommy et Jimmy Dorsey, de George Gershwin, d'Irving Berlin et de Cole Porter était particulièrement concernée. Le livre de jazz d'Alfred Baresel est dénoncé dans l'exposition Entartete Kunst de 1937.

### Depuis les années 1990
En 1998, le chercheur en jazz Ekkehard Jost constate deux tendances fondamentales sur la scène du jazz : le jazz en tant que musique de répertoire et le jazz en évolution constante et dynamique. Dans les années 1990, la commercialisation des styles musicaux domine, encore plus que dans les années 1980. Le jazz est particulièrement touché par ce phénomène. Un célèbre animateur intègre le jazz à sa manière dans son art de la comédie : Helge Schneider. Un autre musicien de jazz et animateur allemand connu est Götz Alsmann. Le trompettiste Till Brönner a également du succès. Outre Brönner, il y a encore toute une série d'autres jazzmen qui se sont fait un nom sur la scène du jazz de divertissement. Toutefois, ces musiciens ne sont pas les seuls à travailler comme musiciens de jazz en Allemagne, parfois dans des conditions difficiles, et à façonner de manière décisive le jazz dans sa diversité. - Le Deutsche Jazzstudie 2016 (étude sur le jazz 2016) fournit des informations détaillées sur les conditions de vie et de travail des musiciens de jazz en Allemagne. 